# Estação Gallieni
Gallieni é uma estação da linha 3 do Metrô de Paris, localizada na comuna de Bagnolet. É o terminal oriental da linha.

## Localização
A estação está situada na Gare routière internationale de Paris-Gallieni, no coração de um complexo rodoviário na junção da auto-estrada A3 e do boulevard périphérique de Paris.

## História

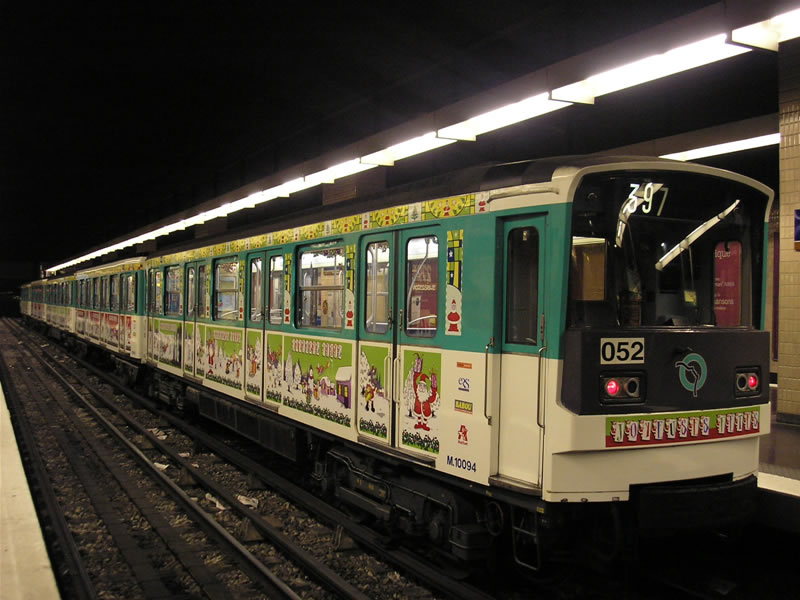
Trem MF 67 decorado em trem de Natal.

A estação foi aberta em 1971 a fim de melhorar a ligação da cidade de Bagnolet. Ela se tornou o novo terminal oriental da linha 3 onde a rota foi desviada de Gambetta.
Seu nome vem de sua proximidade com a avenida de Gallieni em Bagnolet; o nome desta faz homenagem a Joseph Gallieni, elevado à dignidade de marechal da França a título póstumo em 1921. Ela tem como subtítulo Parc de Bagnolet em razão da sua proximidade com o parque departamental Jean Moulin - Les Guilands.
Em 2011, 6 314 009 passageiros entraram nesta estação. Ela viu entrar 6 316 117 passageiros em 2013, o que a coloca na 52ª posição das estações de metrô por sua frequência.

## Serviços aos Passageiros

### Acessos
A estação tem dois acessos.

### Plataformas
A estação possui uma disposição incomum com quatro vias enquadrando duas plataformas centrais em razão de seu papel como terminal.

### Intermodalidade
A estação é dotada de um terminal de ônibus servido pelas linhas de ônibus RATP 76, 102, 122, 221, 318 e 351.
A estação está em conexão direta com a Estação rodoviária internacional de Paris-Gallieni graças a um corredor de ligação.

## Pontos turísticos
- Centro comercial Bel Est
- Gare routière internationale de Paris-Gallieni
- Parc de Bagnolet (Parc départemental Jean Moulin - Guilands)
- Centro empresarial Gallieni 2
- Tours Mercuriales

## Projeto
A estação pode estar em correspondência com o teleférico de Bagnolet que a ligara ao quartier de la Noue, do outro lado de Bagnolet.